# Gasmeter

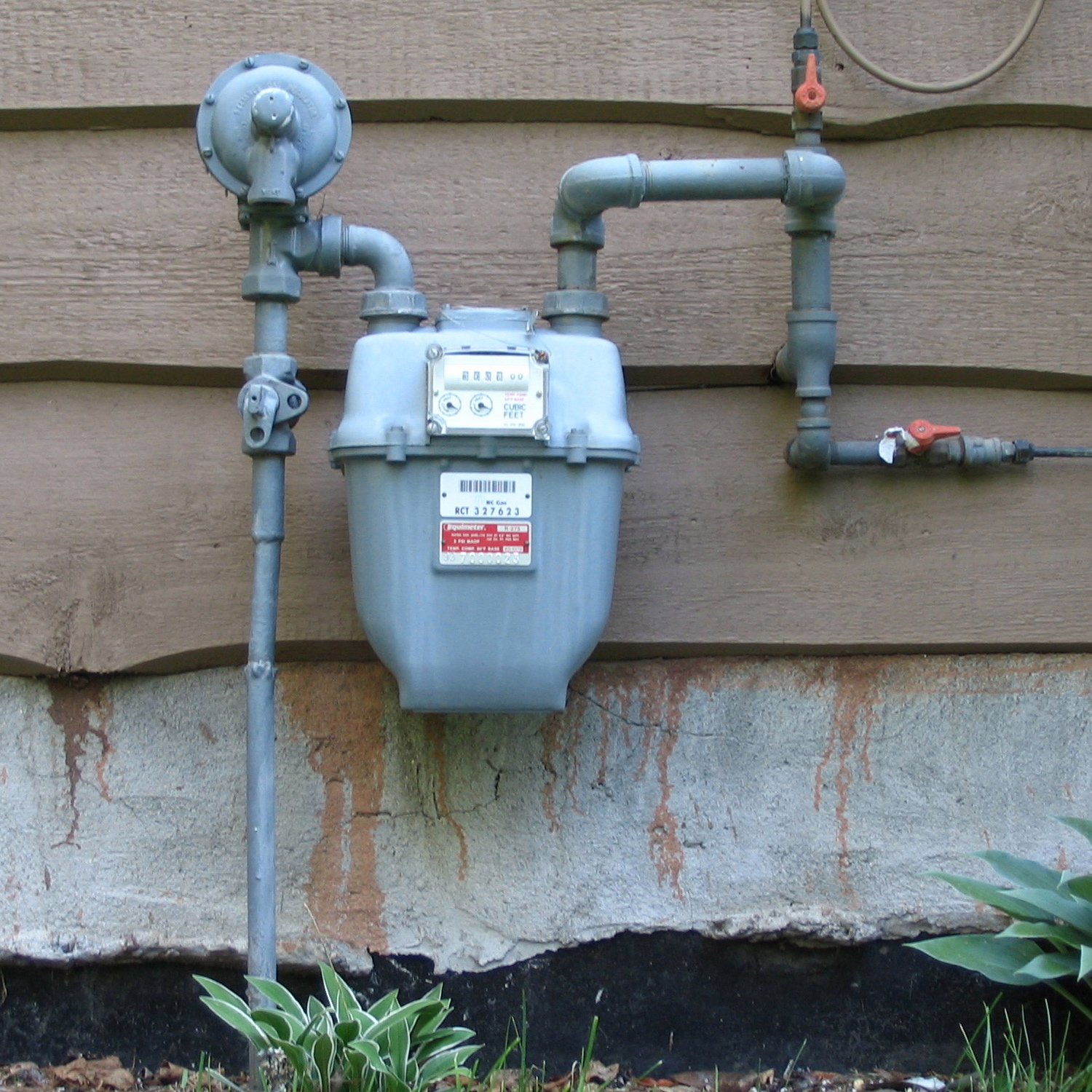
Gasmeter

Een gasmeter is een meetinstrument dat tussen de hoofdleiding van gas, tussen  straat en de afnemer, particulier of bedrijf in het pand, is geplaatst. Dit met het doel om de verbruikte kubieke meters gas te kunnen bepalen. Net als de elektriciteitsmeter is deze vaak in de meterkast geplaatst maar soms staat deze meter buiten.

## Meettechniek

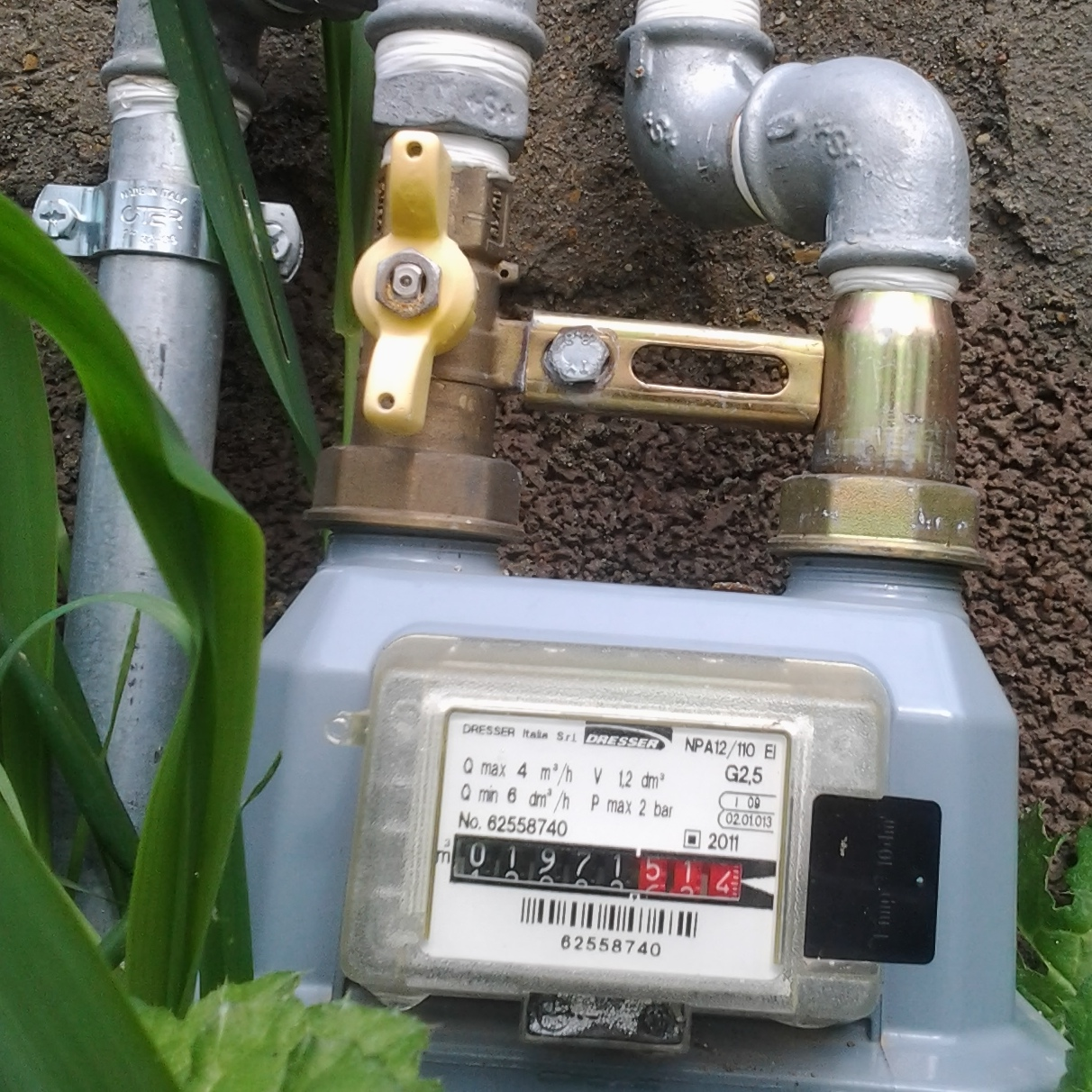
Gasmeter aan een buitenmuur in Italië

De verbrandingswaarde van het geleverde aardgas varieert met de druk van het geleverde gas, bij een twee keer zo grote druk worden immers twee keer zoveel gasmoleculen geleverd in dezelfde kubieke meter (bij gelijke temperatuur, zie algemene gaswet). Hierom is de gasmeter bijna altijd uitgerust met een drukregelaar in de aanvoerleiding, die de druk reduceert tot enige tientallen mbar (overdruk). Hierdoor is de druk en dus het volume per geleverde hoeveelheid gasmoleculen constant genoeg om het gas op basis van volume af te kunnen rekenen. Op de foto is deze drukregelaar linksboven de meter te zien. De gasmeter zelf is doorgaans van het type balgenmeter. Voor grootverbruikers bestaan er ook rotorgasmeters. Eigenlijk moet hierbij ook met de temperatuurafhankelijkheid rekening worden gehouden (zie algemene gaswet), maar veel gasmeters doen dat niet

### Calorische verrekening
De energieleverancier corrigeert de geleverde hoeveelheid gas al naargelang de calorische waarde van het geleverde gas, waarvan de samenstelling kan variëren. Dit wordt calorische verrekening genoemd. Hiermee wordt het geleverde volume aan gas omgerekend naar een hoeveelheid geleverde energie. Als basis hiervoor dient sinds 1963 de kwaliteit van gas uit het aardgasveld van Slochteren. De Gasunie stelt de waarde van de calorische verrekening vast.

### Capaciteit

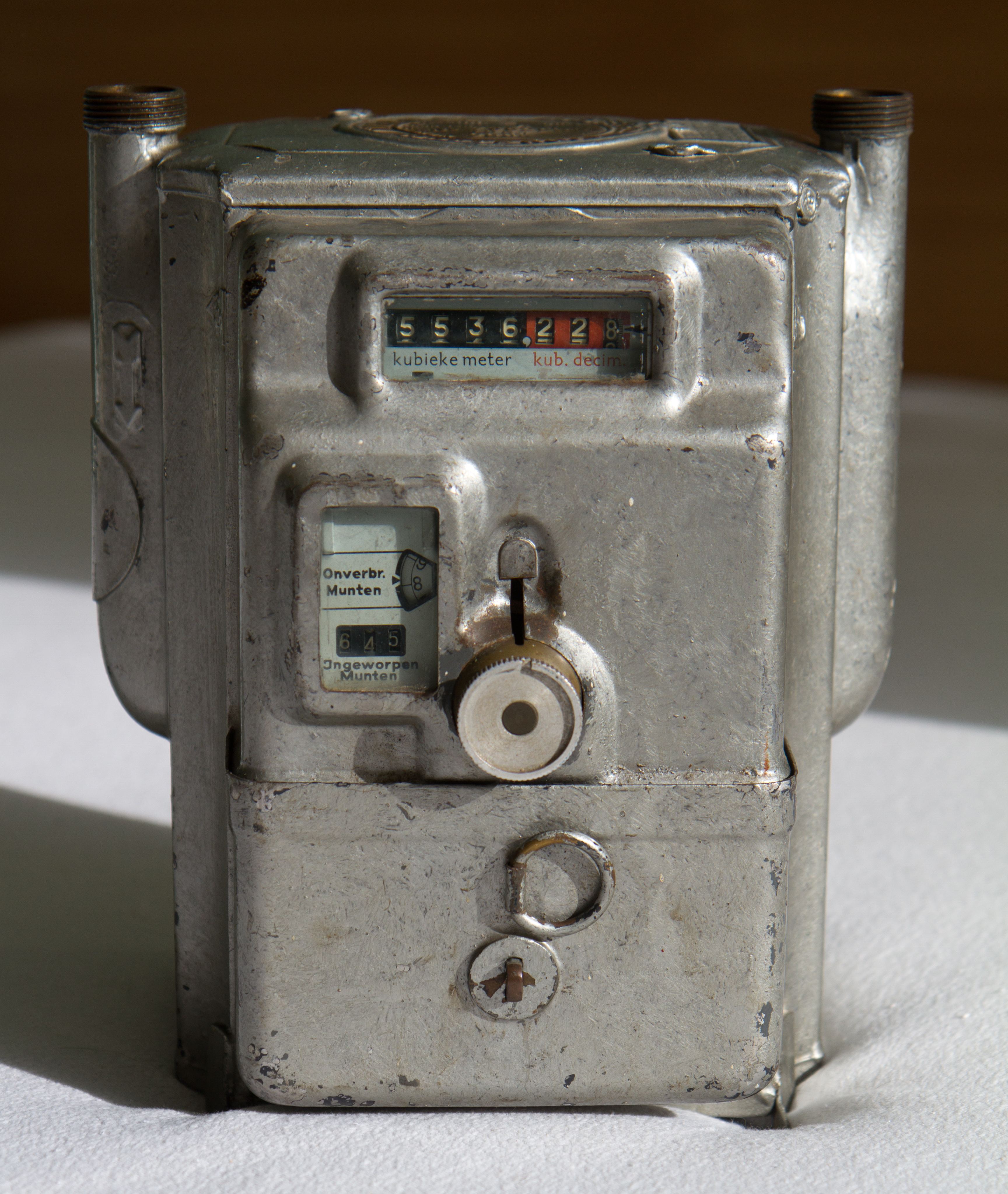
Nederlandse muntgasmeter uit de jaren 50

In Nederland is op de meter met een code aangegeven voor welke maximale capaciteit deze geschikt is. Meters met de aanduiding G4 of G6 zijn voor de meeste huishoudens toereikend. Het vastrecht dat aan de netbeheerder wordt afgedragen voor de gasaansluiting wordt sinds 2005 berekend op basis van de capaciteit van de gasmeter. Huishoudens en bedrijven met een te grote meter betalen meer dan noodzakelijk is.
| Klasse | Minimaal verbruik (m³/h) | Nominaal verbruik (m³/h) | Maximaal verbruik (m³/h) |
| ------ | ------------------------ | ------------------------ | ------------------------ |
| G1,6   | 0,016                    | 1,6                      | 2,5                      |
| G2,5   | 0,025                    | 2,5                      | 4                        |
| G4     | 0,04                     | 4                        | 6                        |
| G6     | 0,06                     | 6                        | 10                       |
| G10    | 0,1                      | 10                       | 16                       |
| G16    | 0,16                     | 16                       | 25                       |
| G25    | 0,25                     | 25                       | 40                       |
| G40    | 0,4                      | 40                       | 65                       |
| G65    | 0,65                     | 65                       | 100                      |
| G100   | 1                        | 100                      | 160                      |
| G160   | 1,6                      | 160                      | 250                      |
| G250   | 2,5                      | 250                      | 400                      |
| G400   | 4                        | 400                      | 650                      |
| G650   | 6,5                      | 650                      | 1 000                    |
| G1000  | 10                       | 1 000                    | 1 600                    |
| G1600  | 16                       | 1 600                    | 2 500                    |
| G2500  | 25                       | 2 500                    | 4 000                    |
| G4000  | 40                       | 4 000                    | 6 500                    |
| G6500  | 65                       | 6 500                    | 10 000                   |

## Muntgas
Tot ca. 1960 werd in Nederland gebruikgemaakt van muntgas. De gasmeter is hierbij voorzien van een betalingssysteem. Door muntgeld of gaspenningen in de gasmeter te stoppen wordt een bepaalde tijd een afgemeten hoeveelheid gas beschikbaar gesteld. Na invoering van apparatuur met een waakvlam zijn muntmeters wegens brand- en explosiegevaar uitgefaseerd.
In het Verenigd Koninkrijk werden relatief veel muntmeters gebruikt, die op muntgeld werkten. Er waren in 2006 nog ca. 1,9 miljoen muntmeters (gas- en elektriciteitsmeters) in gebruik. Men is toen geleidelijk overgestapt naar een prepaid systeem met kaarten.

## EAN-code
Elke gasaansluiting in Nederland heeft een eigen 18 cijferige EAN-code (Europese artikelnummering). In het aansluitregister wordt onder andere bijgehouden wie de huidige energieleverancier is. De EAN-code van de gasaansluiting staat op de energierekening (jaarafrekening). En is op te zoeken op de website van EDSN.

## MID
Alle in Europa op de markt gezette gasmeters moeten voldoen aan de MID (Measuring Instruments Directive).